# Gómez Farías (kommun i Jalisco)
Gómez Farías är en kommun i Mexiko.   Den ligger i delstaten Jalisco, i den centrala delen av landet, 500 km väster om huvudstaden Mexico City.
Följande samhällen finns i Gómez Farías:
- San Sebastián del Sur
- San Andrés Ixtlán
- Ejido Uno de Febrero